# Lekkoatletyka na Letnich Igrzyskach Olimpijskich 1924 – bieg na 400 m przez płotki mężczyzn
Bieg na 400 metrów przez płotki mężczyzn – jedna z konkurencji lekkoatletycznych rozgrywanych podczas igrzysk olimpijskich w Paryżu. Zawody odbyły się 6 (biegi eliminacyjne i półfinały) i 7 lipca (finał) 1924 roku.

## Rekordy
Tabela uwzględnia rekordy uzyskane przed rozpoczęciem rywalizacji.
|                   | Zawodnik     | Wynik | Miejsce   | Data             |
| ----------------- | ------------ | ----- | --------- | ---------------- |
| Rekord świata     | Frank Loomis | 54,0  | Antwerpia | 16 sierpnia 1920 |
| Rekord olimpijski | Frank Loomis | 54,0  | Antwerpia | 16 sierpnia 1920 |

## Wyniki

### Runda eliminacyjna
Po dwóch najlepszych zawodników z każdego biegu zakwalifikowały się do półfinałów.
Bieg 1
| Pozycja | Zawodnik         | Państwo           | Czas | Uwagi |
| ------- | ---------------- | ----------------- | ---- | ----- |
| 1.      | Charles Brookins | Stany Zjednoczone | 54,8 | Q     |
| 2.      | Humberto Lara    | Chile             | 56,5 | Q     |
| 3.      | Philip MacDonald | Kanada            | 56,8 |       |

Bieg 2
| Pozycja | Zawodnik        | Państwo           | Czas | Uwagi |
| ------- | --------------- | ----------------- | ---- | ----- |
| 1.      | Chan Coulter    | Stany Zjednoczone | 55,0 | Q     |
| 2.      | Erik Wilén      | Finlandia         | 55,3 | Q     |
| 3.      | Louis Lundgren  | Dania             | 56,0 |       |
| 4.      | Pierre Arnaudin | Francja           | DNF  |       |

Bieg 3
| Pozycja | Zawodnik         | Państwo | Czas | Uwagi |
| ------- | ---------------- | ------- | ---- | ----- |
| 1.      | Géo André        | Francja | 56,0 | Q     |
| 2.      | Henri Thorsen    | Dania   | 57,2 | Q     |
| 3.      | Ioannis Talianos | Grecja  | 58,0 |       |

Bieg 4
| Pozycja | Zawodnik       | Państwo         | Czas | Uwagi |
| ------- | -------------- | --------------- | ---- | ----- |
| 1.      | Roger Viel     | Francja         | 57,2 | Q     |
| 2.      | Martti Jukola  | Finlandia       | 57,7 | Q     |
| 3.      | Wilfrid Tatham | Wielka Brytania | 58,5 |       |

Bieg 5
| Pozycja | Zawodnik         | Państwo           | Czas    | Uwagi |
| ------- | ---------------- | ----------------- | ------- | ----- |
| 1.      | Morgan Taylor    | Stany Zjednoczone | 55,8    | Q     |
| 2.      | Fred Blackett    | Wielka Brytania   | 56,9    | Q     |
| 3.      | Enrique Thompson | Argentyna         | 57,0    |       |
| 4.      | Richard Honner   | Australia         | 58,5    |       |
| 5.      | André Foussard   | Francja           | 1:00,00 |       |

Bieg 6
| Pozycja | Zawodnik          | Państwo           | Czas | Uwagi |
| ------- | ----------------- | ----------------- | ---- | ----- |
| 1.      | Ivan Riley        | Stany Zjednoczone | 55,4 | Q     |
| 2.      | Luigi Facelli     | Włochy            | 56,4 | Q     |
| 3.      | Jules Migeot      | Belgia            | 56,7 |       |
| 4.      | Warren Montabone  | Kanada            | 56,5 |       |
| 5.      | Oscar van Rappard | Holandia          | b.d  |       |

## Półfinał
Pierwszych trzech zawodników z każdego półfinału awansowało do finału.
Bieg 1
| Pozycja | Zawodnik         | Państwo           | Czas | Uwagi |
| ------- | ---------------- | ----------------- | ---- | ----- |
| 1.      | Charles Brookins | Stany Zjednoczone | 54,6 | Q     |
| 2.      | Morgan Taylor    | Stany Zjednoczone | 54,9 | Q     |
| 3.      | Erik Wilén       | Finlandia         | 55,4 | Q     |
| 4.      | Luigi Facelli    | Włochy            | 55,6 |       |
| 5.      | Roger Viel       | Francja           | 56,7 |       |
| 6.      | Henri Thorsen    | Dania             | 57,3 |       |

Bieg 2
| Pozycja | Zawodnik      | Państwo           | Czas | Uwagi |
| ------- | ------------- | ----------------- | ---- | ----- |
| 1.      | Ivan Riley    | Stany Zjednoczone | 55,6 | Q     |
| 2.      | Géo André     | Francja           | 56,7 | Q     |
| 3.      | Fred Blackett | Wielka Brytania   | 58,4 | Q     |
| 4.      | Chan Coulter  | Stany Zjednoczone | 58,6 |       |
| 5.      | Martti Jukola | Finlandia         | 58,6 |       |
| 6.      | Humberto Lara | Chile             | 59,0 |       |

### Finał
| Pozycja | Zawodnik         | Państwo           | Czas | Uwagi |
| ------- | ---------------- | ----------------- | ---- | ----- |
| 1.      | Morgan Taylor    | Stany Zjednoczone | 52,6 | [ 1 ] |
| 2.      | Erik Wilén       | Finlandia         | 53,8 | OR    |
| 3.      | Ivan Riley       | Stany Zjednoczone | 54,2 |       |
| 4.      | Géo André        | Francja           | 56,2 |       |
| 5.      | Charles Brookins | Stany Zjednoczone | DSQ  |       |
| 6.      | Fred Blackett    | Wielka Brytania   | DSQ  |       |